# Batalha de Xael (1523)
A Batalha de Xael, em 1523, foi um confronto militar entre as forças portuguesas e as do Sultanato de Kathiri.
A contenda saldou-se numa vitória para os portugueses. Xael foi tomada de assalto e pilhada.

## A batalha
Em 1523, o governador português da Índia, Dom Duarte de Meneses, enviou o seu irmão Dom Luís de Meneses para o Mar Vermelho, com 6 galeões. D. Luis fora encarregado de levar um embaixador à Etiópia cristã e caçar navios mercantes muçulmanos, hostis, que navegavam entre o Oceano Índico e Jidá .  Pelo caminho, ancorou na cidade de Xael.
No porto, D. Luís encontrou um navio mercante português cujos proprietários o informaram que o emir local havia matado e apreendido as mercadorias do mercador português Afonso da Veiga quatro ou cinco meses antes. D. Luís exigiu os bens roubados, mas quando os moradores se recusaram ele preparou-se para o ataque. 
Os portugueses desembarcaram ao início da manhã. Os defensores da cidade tentaram enfrentá-los nas praias, mas foram derrotados e o emir Mutran b. Mansur morto em batalha com uma bala. Os portugueses então atacaram e saquearam a cidade enquanto os habitantes fugiam. A própria guarnição da cidade envolveu-se na pilhagem da cidade, bem como os vagabundos.
Para além do emir da cidade, outras pessoas ilustres, incluindo o xeque Ahmad b. Abdullah b. Abd al-Rahman Bal-Hadjadj Ba Fadl, o xeque Ahmad b. Ridwan Ba Fadl, seu irmão Fadl e o estudioso Yakub b. Sali b. Rahmah al-Huraidi foram mortos no ataque. 